# Louis Tobback
Louis Marie Joseph Tobback (ur. 3 maja 1938 w Leuven) – belgijski i flamandzki polityk, były minister federalny i przewodniczący Partii Socjalistycznej (Socialistische Partij), burmistrz Leuven i senator.

## Życiorys
Ukończył w 1962 romanistykę na Vrije Universiteit Brussel (VUB), pracował następnie jako nauczyciel języka francuskiego.
Działalność polityczną podjął w drugiej połowie lat 60., był członkiem rady publicznego ośrodka opieki społecznej. W 1971 został radnym Leuven, a następnie w tym samym roku pierwszym ławnikiem (urzędnikiem administracji miejskiej). Od 1974 do 1991 zasiadał w federalnej Izbie Reprezentantów, w latach 1978–1988 przewodniczył klubowi poselskiemu flamandzkich socjalistów. Był też członkiem Rady Flamandzkiej i zarządu VUB. Od 1991 do 2003 (z przerwą w 1998) sprawował mandat senatora (początkowo z wyborów bezpośrednich, później jako przedstawiciel wspólnoty).
W okresie 1988–1994 sprawował urząd ministra spraw wewnętrznych w rządach Wilfrieda Martensa i Jean-Luka Dehaene. Zrezygnował w związku z objęciem kierownictwa w Partii Socjalistycznej, osłabionej aferą Augusta, w związku z którą zarzuty korupcyjne przedstawiono grupie polityków tego ugrupowania. W kwietniu 1998 powrócił na stanowisko ministra spraw wewnętrznych (zastąpił Johana Vande Lanotte, który zrezygnował po ucieczce Marca Dutroux). Podał się do dymisji już we wrześniu tego samego roku po śmierci nigeryjskiej imigrantki Semiry Adamu podczas jej przymusowej repatriacji.
W 1995 wybrany na urząd burmistrza Leuven, uzyskiwał reelekcję na kolejne kadencje do 2012 włącznie, rezygnując ze startu w kolejnych wyborach w 2018. Jego synem jest Bruno Tobback.